# Mirmidon
Mirmidoni (sau Myrmidonii Μυρμιδόνες) au fost o națiune antică din mitologia greacă.  În Iliada, Myrmidonii sunt soldații comandați de Ahile. Strămoșul lor a fost Myrmidon, un rege al Ftiotidei care a fost fiul lui Zeus și al „unei mari legiuitoare” Eurymedousa, o prințesă de Ftiotidei. Ea a fost sedusă de el sub forma unei furnici. Un mit etiologic al originilor lor, extinzându-se pur și simplu asupra presupusei lor etimologii — numele în greaca clasică a fost interpretat ca „oameni-furnici”, din murmekes, „furnici” — a fost menționat pentru prima dată de Ovidiu, în Metamorfoze: în povestirea lui Ovidiu, Mirmidonii erau simple furnici lucrătoare pe insula Eghina.

## Mitul lui Ovidiu despre repopularea Aeginei
Hera, regina zeilor, a trimis o plagă pentru a ucide toți locuitorii umani din Eghina, deoarece insula a fost numită după unul dintre iubitorii lui Zeus. Regele Aeacus, un fiu al lui Zeus și ținta vizată de Hera împreună cu mama sa, s-a rugat tatălui său pentru un mijloc de a repopula insula. Deoarece furnicile insulei nu erau afectate de boală, Zeus a răspuns transformându-le într-o rasă de oameni, Mirmidonii. Erau la fel de feroce și de duri ca furnicile, și intens loiali liderului lor. Datorită originilor lor de furnici, au purtat armură maro.
După un timp, Aeacus și-a exilat cei doi fii, Peleus și Telamon pentru uciderea fratelui lor vitreg, Phocis. Peleus s-a dus la Phthia și un grup de Mirmidoni l-au urmat la Tesalia. Fiul lui Peleus, Ahile, i-a adus la Troia pentru a lupta în Războiul Troian. Erau caracterizați ca adepții loiali ai lui Ahile în cele mai multe conturi ale războiului troian.
O altă tradiție spune că Mirmidonii nu au avut astfel de începuturi remarcabile, ci au fost doar descendenții lui Myrmidon, un nobil tesalian, care s-a căsătorit cu Peisidice, fiica lui Eol, rege al Tesaliei. Myrmidon a fost tatăl actorului și Antifus. Ca rege al Phției, Actorul (sau fiul său) l-a invitat pe Peleus să rămână în Tesalia.

## Myrmidoni medievali
Ahile a fost descris de Leon Diaconul (născut cca. 950) nu ca elen, ci ca scit, în timp ce, potrivit autorului bizantin John Malalas (c. 491–578), armata sa a fost formată dintr-un trib cunoscut anterior sub numele de Myrmidoni și „cunoscut acum ca Bulgari”. Poetul bizantin din secolul al XII-lea John Tzetzes i-a identificat, de asemenea, pe Myrmidoni cu bulgarii, pe care i-a identificat și cu paeonii, deși aceaștia din urmă pot fi destinați într-un sens pur geografic. În secolul al XI-lea, Michael Attaleiates a numit mirmidoni pe rușii kieveni, dar această utilizare nu a prins.
Potrivit lui Andrew Ekonomous, acestea reprezintă distorsiuni intenționate menite să „minimizeze valoarea eroilor păgâni și, în cele din urmă, să le stingă memoria cu totul”. Anthony Kaldellis, pe de altă parte, susține că o astfel de utilizare a etnonyms clasice pentru popoarele moderne „nu se încadrează într-adevăr în categoria de denaturare, la toate”.